# Fins basketbalteam (mannen)

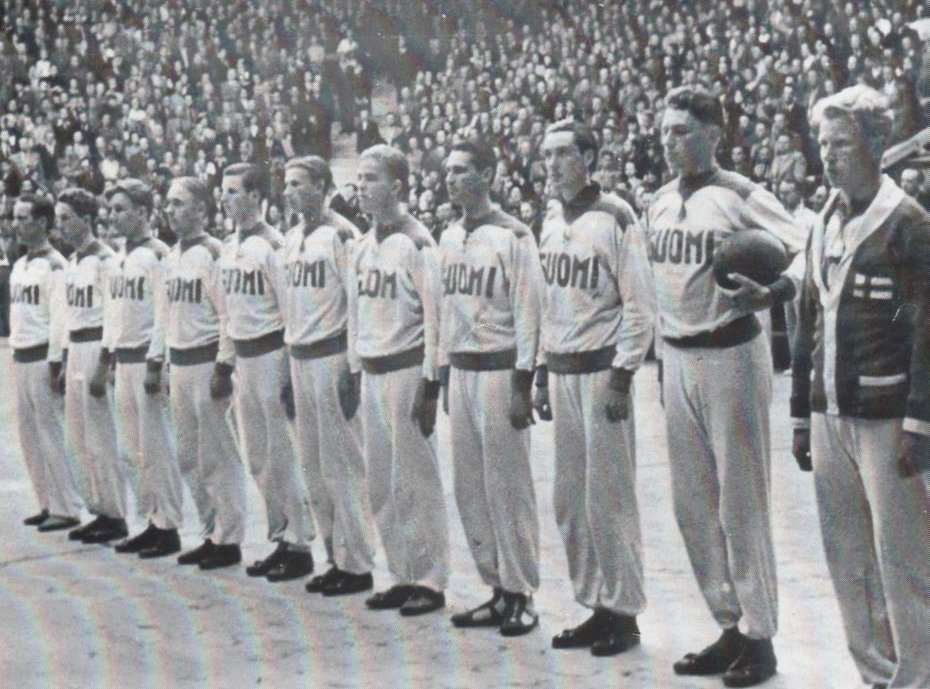
het Fins basketbalteam in 1939

Het Fins nationaal basketbalteam is een team van basketballers dat Finland vertegenwoordigt in internationale wedstrijden. Finland heeft in het verleden meegedaan aan twee edities van de Olympische Zomerspelen en twaalf edities van Eurobasket. Beste prestatie van het land tijdens de Olympische Spelen was in 1964 de elfde plaats. Tijdens Eurobasket 1967 werd het Fins nationaal basketbalteam zesde van Europa, tot op heden de beste prestatie van het land tijdens de Europese kampioenschappen.

## Finland tijdens internationale toernooien

### Eurobasket
- Eurobasket 1939: 8e
- Eurobasket 1951: 9e
- Eurobasket 1953: 12e
- Eurobasket 1955: 10e
- Eurobasket 1957: 11e
- Eurobasket 1959: 13e
- Eurobasket 1961: 14e
- Eurobasket 1963: 14e
- Eurobasket 1965: 12e
- Eurobasket 1967: 6e
- Eurobasket 1977: 10e
- Eurobasket 1995: 13e

### Olympische Spelen
- Olympische Spelen 1952: 15e
- Olympische Spelen 1964: 11e